# Reinhold Gustaf Modée
Reinhold Gustaf Modée, född den 13 mars 1698 i Malmö (troligen), död den 10 april 1752 i Åbo, Finland, var en svensk ämbetsman och komediförfattare, en av frihetstidens få svenska dramatiker.

## Biografi
Modée var son i en lågadlig officersfamilj och började en juridisk utbildning vid Lunds universitet 1713. Han fortsatte 1719 sin utbildning som auskultant i Göta hovrätt. Han knöts dock snart till kungliga kansliet, där han bl. a. som sekreterare fick det ansvarsfulla uppdraget som protokollförare vid fredsförhandlingarna med Ryssland efter det förlorade kriget.
Under sin tjänstemannatid i Stockholm deltog Modée i ett par riksdagar åren 1719 och 1720, där han slöt sig senare till det framväxande hattpartiet och hade vissa förbindelser. Hans främsta insats som jurist är initiativet till och arbetet på lagsamlingen Utdrag utur alle ifrån 7 dec. 1718 utkomne publique handlingar, placater, förordningar, resolutioner och publicationer, vars första volym utkom 1742. Dessa "utdrag" var ett värdefullt komplement till den allmänna lag, som 1734 blivit resultatet av ett femtioårigt arbete av lagkommissionen.
När han från Åbo sökte den lediga tjänsten som överdirektör vid postverket, hade han ingen framgång, men fick 1746 dock en belöning i form av en assessorstjänst vid hovrätten i Åbo. Han stannade inte mer än fyra år vid Åbo hovrätt och när han 1750 sökte avsked tillades han kansliråds titel. 
Två år senare avled Modée i Åbo. Då förelåg fyra delar av hans verk i tryck där det i den sista av dem ingick ett värdefullt register. Hans tidiga bortgång innebar emellertid inte att verket måste avbrytas. Utgivningen fortsattes dock av andra och låg avslutad i 15 band år 1829.

## Författarskap
Modées stora insats var helt klart initiativet till Publique handlingar och utarbetandet av seriens fyra första delar. Vid sidan av detta hade han hunnit verka på ett annat område, det svenska lustspelets. Han författade tre skådespel, Håkan Smulgråt (tryckt 1739), Fru Rangsjuk (tryckt 1741), som uppfördes 1738 och följande år, dock skrivna under pseudonym (Benzelstjerna och Apelblad). De vittnar om ett nära beroende av äldre fransk och engelsk litteratur där förebilder är framför allt Molière, men även den samtidigt verkande norrmannen Holberg i Köpenhamn. Medan ämnena är hämtade från de utländska förebilderna, har teaterstyckena anknutits till inhemska förhållanden och tidens aktuella frågor. I alla tre förekommer en av Modée skapad harlekinfigur av svenskt snitt, gycklarefiguren Trulls, som blev stockholmspublikens gunstling. 
Fru Rangsiuk var den första av Modées uppförda pjäser och den bästa. Ämnet hade tidigare behandlats av Molière i Le bourgeois gentilhomme ("Borgaren som adelsman"). En jordbrukarvänlig uppfattning förs fram av en i tidens lustspel stående figur, den förståndige brodern Birger. 
Modées tredje och sista pjäs, Dårhuset, uppfördes 1741, där han vill visa, att vi alla är narrar, var och en med sin "vurm". Alla vanliga fel visas upp, fåfänga, snobberi, kärlekskrankhet av allehanda slag, högfärd, pedanteri, kannstöperi och skryt. Det starkaste beroendet av Holberg visar Modée i detta stycke.

### Redaktörskap
- Utdrag utur alle ifrån den 7. decemb. 1718 utkomne publique handlingar. 1-8. Stockholm: Lorentz Ludewig Grefing. 1742-1774. Libris 14228355. http://urn.kb.se/resolve?urn=urn:nbn:se:umu:rara-677